# Travemunde Open 1988
Il Travemunde Open 1988 è stato un torneo di tennis facente parte della categoria ATP Challenger Series nell'ambito dell'ATP Challenger Series 1988. Il torneo si è giocato a Travemünde in Germania dal 4 al 10 luglio 1988 su campi in terra rossa.

## Vincitori

### Singolare
Conny Falk ha battuto in finale  Wojciech Kowalski con il punteggio di 7–6, 6–3

### Doppio
Igor Flego /  Mark Koevermans hanno battuto in finale  Brett Dickinson /  Jean-Marc Piacentile con il punteggio di 6–4, 6–7, 6–3